# Kamogawa, Chiba

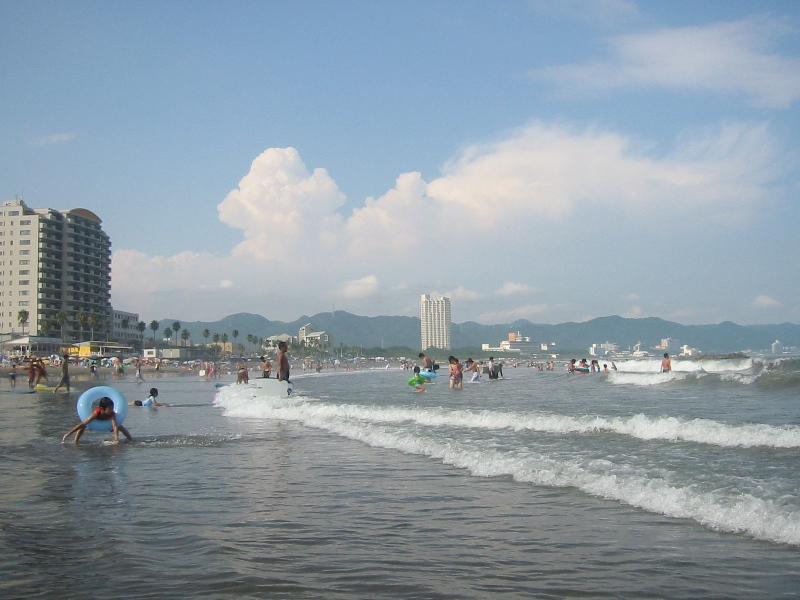

Kamogawa (鴨川市 Kamogawa-shi?), este un municipiu din Japonia, prefectura Chiba.